# ميخائيل روبرتس (فارس)
ميخائيل روبرتس (بالإنجليزية: Michael Roberts)‏ هو فارس جنوب أفريقي، ولد في 17 مايو 1954 في جنوب أفريقيا.